# Minas Gerais
Minas Gerais (MG) er en brasiliansk delstat, placeret i den sydøstlige del af landet i regionen Sudeste. Hovedstaden hedder Belo Horizonte.
- Wikimedia Commons har flere filer relateret til Minas Gerais

18°57′S 44°34′V / 18.95°S 44.57°V